# Bez-et-Esparon
Bez-et-Esparon (Occitaans: Beç e Esparron) is een gemeente in het Franse departement Gard (regio Occitanie) en telt 301 inwoners (1999). De plaats maakt deel uit van het arrondissement Le Vigan.

## Geografie
De oppervlakte van Bez-et-Esparon bedraagt 8,3 km², de bevolkingsdichtheid is 36,3 inwoners per km².

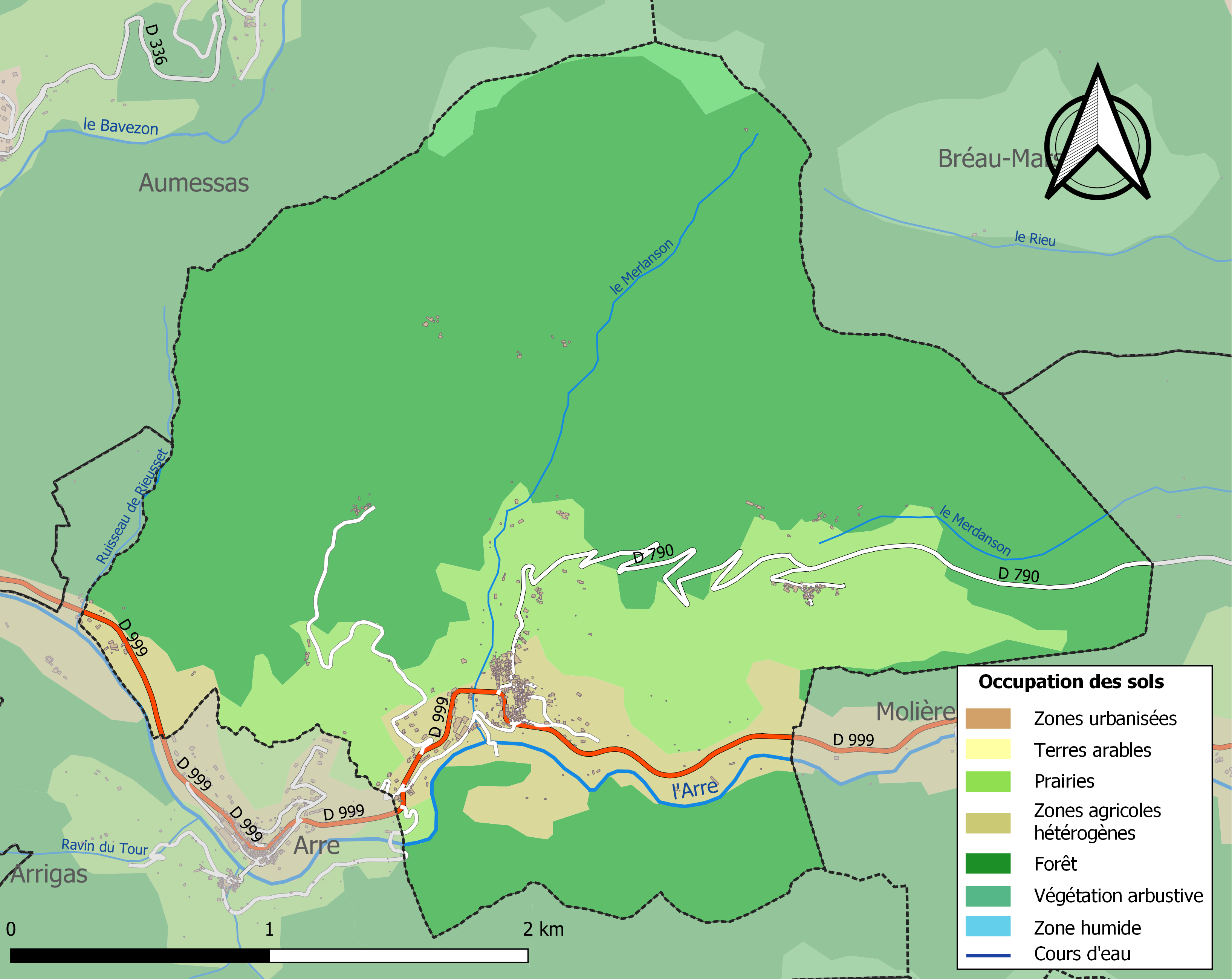
Kaart van de gemeente met de belangrijkste infrastructuur, bodemgebruik en omliggende gemeenten

## Demografie
Onderstaande figuur toont het verloop van het inwonertal (bron: INSEE-tellingen).